# J. W. Wendt
Die J. W. Wendt war ein stählernes Dreimaster-Vollschiff, das nach dem Kapitän und vierfachen Weltumsegler Johann Wilhelm Wendt (1802–1847) benannt wurde.

## Geschichte
Die J. W. Wendt wurde 1890 von der Werft Siedenburg, Wendt Co. in Bremen für die Reederei Johann Lange (Bremen) gebaut.
Das Schiff hat eine sehr wechselvolle Geschichte erlebt. 1906 kaufte es der Norddeutsche Lloyd, nutzte es aber nur für eine Fahrt mit Kohle nach Bangkok. Das unrentable Schiff wurde hier abgetakelt und als schwimmendes Kohlelager genutzt.
Im Ersten Weltkrieg erklärte Siam (heute Thailand) 1917 Deutschland den Krieg und das Schiff wurde beschlagnahmt.
Es waren US-Amerikaner, denen das schnittige Schiff gefiel und die es nach Japan schleppten. Die Ono-Werke in Osaka bauten im Heck eine Dreifach-Expansionsmaschine ein. Als Dampfer H. S. Everett fuhr sie nun für die Reederei National Exchange & Co.
1932 kam sie in Manila als Union zur Reederei Madrigal.
Eine chinesische Reederei kaufte 1936 das Schiff und benannte es Li Young. Nach Ausbruch des Zweiten Japanisch-Chinesischen Kriegs wurde die nun 47 Jahre alte und robuste Li Young 1937 als Blockschiff vor einem chinesischen Hafen versenkt.